# Henry Jones (acteur)
Pour les articles homonymes, voir Henry Jones.
Henry Burk Jones, né le (1er août 1912 à Philadelphie, Pennsylvanie et mort le 17 mai 1999) à Los Angeles, Californie est un acteur américain de scène, de film et de télévision.

## Biographie
Henry Jones a joué dans deux épisodes de la saison quatre de la célèbre série américaine Voyage au fond des mers (Voyage to the Bottom of the Sea), l'épisode 11 Un temps pour mourir et l'épisode 26 Point de non retour.
Henry Jones est également connu pour avoir joué dans un épisode spécial Saint Patrick de la série Ma Sorcière Bien Aimée, diffusé par ABC Primetime le 17 mars 1966. La particularité de son rôle (Brian O'Brien, un Leprechaun) étant d'être un personnage magique, cousin éloigné de Jean-Pierre Stevens. Alors que jusqu'ici le téléspectateur était habitué à ce que les personnages magiques soient uniquement de la famille ou de l'entourage amical de l'héroïne de la série, la sorcière Samantha Stevens.

## Filmographie partielle
- 1951 : The Lady Says No de Frank Ross
- 1956 : The Girl He Left Behind de David Butler
- 1956 : La Blonde et moi (The Girl Can't Help It) de Frank Tashlin
- 1957 : La Blonde explosive (Will Success Spoil Rock Hunter?) de Frank Tashlin
- 1957 : 3 h 10 pour Yuma (3:10 to Yuma) de Delmer Daves
- 1958 : Sueurs froides (Vertigo) d'Alfred Hitchcock
- 1960 : Cet homme est un requin (Cash McCall) de Joseph Pevney
- 1960 : Le Buisson ardent (The Bramble Bush) de Daniel Petrie
- 1966 : Ma sorcière bien-aimée (Saison 2 - épisode 27) : Brian O'Brien
- 1968 : Micmac au Montana (Stay Away, Joe) de Peter Tewksbury
- 1969 : Butch Cassidy et le Kid (Butch Cassidy and the Sundance Kid) de George Roy Hill
- 1970 : Le Virginien (TV) saison 8 épisode 20 (No war for the warrior) : Ned Cochran
- 1971 : Tueur malgré lui (Support Your Local Gunfighter) de Burt Kennedy
- 1973 : Échec à l'organisation (The Outfit) de John Flynn
- 1977 : Tail Gunner Joe de Jud Taylor (téléfilm) : Armitage
- 1979 et 1980 : " Madame Columbo série de 2 saisons
- 1982 : Piège mortel (Deathtrap) de Sidney Lumet
- 1982 : Shérif, fais-moi peur (série TV) : "Retour mouvementé" (Saison 4 - Episode 16) : Hector Farley
- 1986 : MacGyver : "Le liquidateur" (Saison 2 - Episode 2) : Charles Banning
- 1990 : Les Arnaqueurs (The Grifters) de Stephen Frears
- 1990 : Arachnophobie (Arachnophobia) de Frank Marshall

## Théâtre
Il reçoit le Tony Award du meilleur acteur dans un second rôle dans une pièce en 1958 pour son rôle dans Sunrise at Campobello.